# 羅濟夫卡 (烏日霍羅德區)
48°34′45″N 22°16′34″E / 48.57917°N 22.27611°E
羅濟夫卡（烏克蘭語：Розівка），是烏克蘭的村落，位於該國西部外喀爾巴阡州，由烏日霍羅德區負責管轄，面積1.66平方公里，2001年人口1,348，人口密度每平方公里813.52人。